# Carlí (grup de bolets)
Els carlins són carlets de barret de tons clars i làmines són de color bru a bru pàl·lid (cafè amb llet).
El carlí ver o fals carlet de pi (Hebeloma laterinum), també anomenat carlet i carlot és corrent en pinedes sobre sòls calcaris de localitats termòfiles; el carlí de rave o fals carlet roig (Hebeloma sinapizans), creix en tota mena de sòls

## Espècies de carlins
Les espècies de carlins més corrents són: 
- Hebeloma laterinum, carlí
- Hebeloma alpinum, carlí alpí
- Hebeloma sarcophyllum, carlí carni
- Hebeloma leucosarx, carlí clar
- Hebeloma anthracophilum, carlí de carbonera
- Hebeloma crustuliniforme, carlí de crosta de pa
- Hebeloma sinapizans, carlí de rave
- Hebeloma sacchariolens, carlí dolç
- Hebeloma theobrominum), carlí truncat